# Clambus lohsei
Clambus lohsei är en skalbaggsart som beskrevs av Meybohm 2004. Clambus lohsei ingår i släktet Clambus, och familjen dvärgkulbaggar. Arten är reproducerande i Sverige.